# Artassio IV
Artassio IV (404 – 430) è stato un sovrano armeno, noto anche come Artaxias, Artashes, Artashes IV, Artashir, Ardases, Ardasir o Artases (in armeno Արտաշես?). Fu un principe che servì come re vassallo dell'impero sasanide dell'Armenia orientale dal 423 al 428. Fu l'ultimo esponente della dinastia Arsacide del regno d'Armenia, e l'ultimo individuo a tenere la corona dell'antico regno armeno.

## Biografia

### Primi anni di vita, famiglia e ascesa al trono
Artassio IV era figlio di Vramshapuh che fu sovrano dell'Armenia orientale come vassallo dei Sasanidi dal 389 al 417. Lo zio di Artassio, Cosroe IV, fu re di Armenia prima di Vramshapuh (e forse anche dopo). Le genealogie moderne raffigurano Artassio IV come nipote di Varazdat. Artassio IV nacque intorno 405, e salì al trono all'età di diciassette anni. Non si conosce l'identità di sua madre, ma potrebbe essere stata la moglie o la concubina di Vramshapuh. Artassio IV nacque e fu allevato in Armenia, ma si sa poco della sua vita prima che divenisse re, se non che fu nominato in onore degli omonimi re passati di Armenia e Iberia.
Morto Vramshapuh nel 417, Artassio IV rimaneva troppo giovane per succedere al re come padre. Dopo la morte del padre, il Catholicos armeno Sahak, lontano parente di Artassio, visito la corte del re sasanide Yazdgard I, perché Cosroe IV fosse liberato dall'esilio politico; la richiesta fu accolta e Cosroe liberato; sarebbe tornato re d'Armenia dal 417 al 418, fino alla morte. Si sa poco sulle relazioni di Artassio con il padre e lo zio.
Fino al 422, l'Armenia era sotto diretto controllo della nobiltà locale armena dei nakharar, affiliati ai sasanidi, che richiedevano che questi mettessero sul trono un re cliente dalla dinastia arsacide. Nel 422, Artassio IV fu nominato re d'Armenia.

### Regno
Salito al trono, Artassio IV si fece chiamare Artashir in deferenza con re sasanidi del passato. Seguendo lo zio e il padre, egli servì come terzo re vassallo sasanide dell'Armenia orientale, e come monarca cristiano servente uno stato di religione zoroastra.
Come re, Artassio IV ebbe il supporto di Sahak, il Catholicos regnante. Sebbene fosse riconosciuto dai nakharar come loro re, non riuscì a controllare le tendenze centrifughe dei nobili. I membri guidanti della nobiltà ripresero presto i loro intrighi sotto pretesa di disgusto nei confronti dei vizi del giovane re. Effettivamente, data la sua giovinezza e il suo debole carattere, Artassio fu incapace di reggere l'aristocrazia armena. Sahak si appellò varie volte ai nakharar per rispettare l'autorità suprema del re e collaborare, se non allearsi, con lui, ma ogni sua richiesta fu respinta.
I nakharar persero così confidenza con la monarchia armena, e preferirono il controllo diretto dalla Persia piuttosto che un vassallaggio. Così, su richiesta dei nakharar, Artassio IV fu detronizzato nel 428 da Bahram V, che annesse l'Armenia come satrapia dell'impero persiano. I sasanidi posero dunque Veh Mihr Shapur come il primo dei marzban dell'Armenia persiana. Il fato finale di Artassio IV è ignoto, ma è certo che, con la sua abdicazione, ebbe fine il dominio armeno della dinastia arsacide, e con essa quasi un millennio di monarchia armena.